# 자전거 안장
자전거 안장은 손잡이와 발판과 더불어 자전거를 탈때 사람과 닿는 세부분 중 하나이다.
보통 말의 안장과 같이 사람이 타기 편하도록 되어 있는데, 자전거의 용도에 따라 모양과 기능이 다르다.

## 안장 종류
- 일반 생활 자전거 안장
- 미니벨로 안장
- 산악 자전거 안장

엉덩이 위치를 쉽게 바꿀 수 있게 가로가 좁게 생겼고, 보통 아랫쪽에 레일이 달려 있어 안장 위치를 쉽게 조절 할 수 있다.
- 전립샘(전립선) 안장
- 도로 자전거 안장
- 리컴번트용 안장
- 기타

전립샘을 보호하기 위한 코없는 안장, 인체공학적으로 엉덩이 부분을 좌우로 나눈 안장 등도 있다.

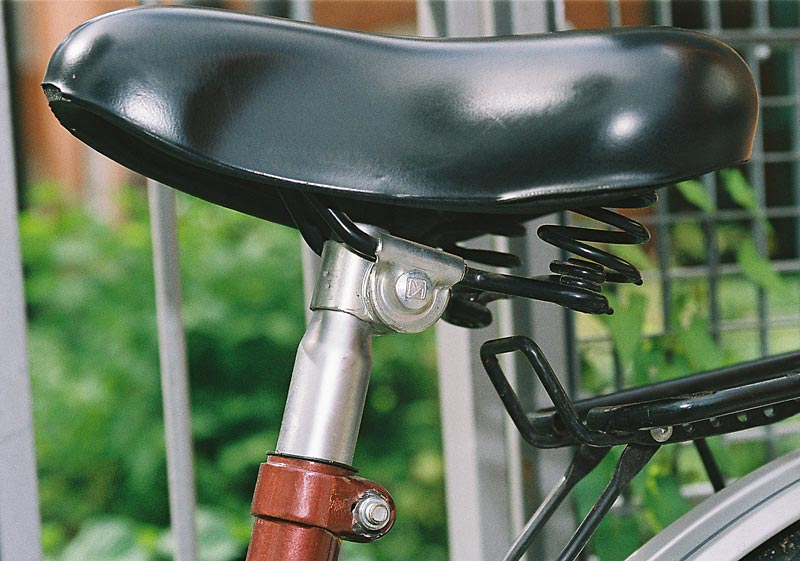
일반 자전거 안장
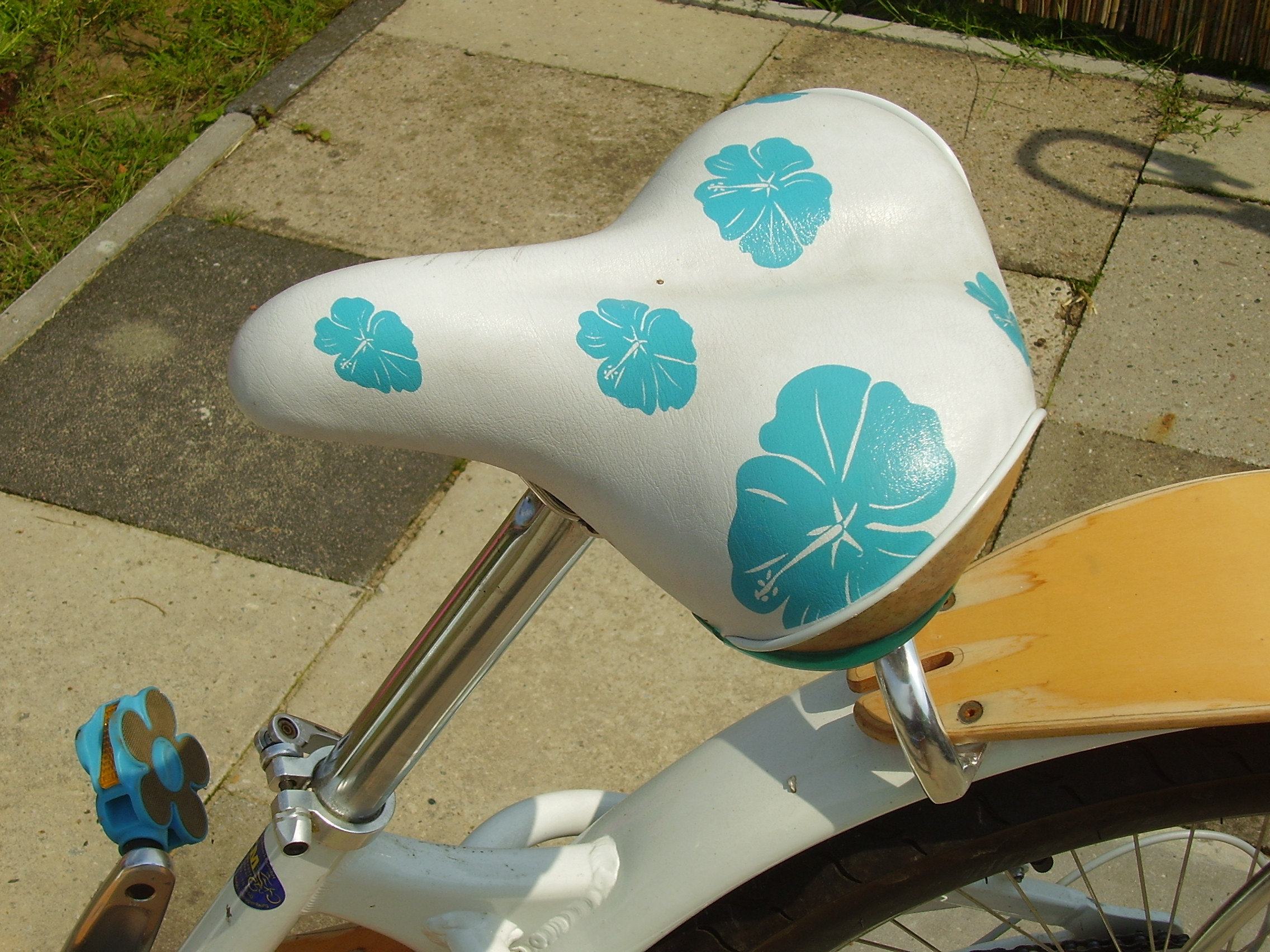
아동용 자전거 안장
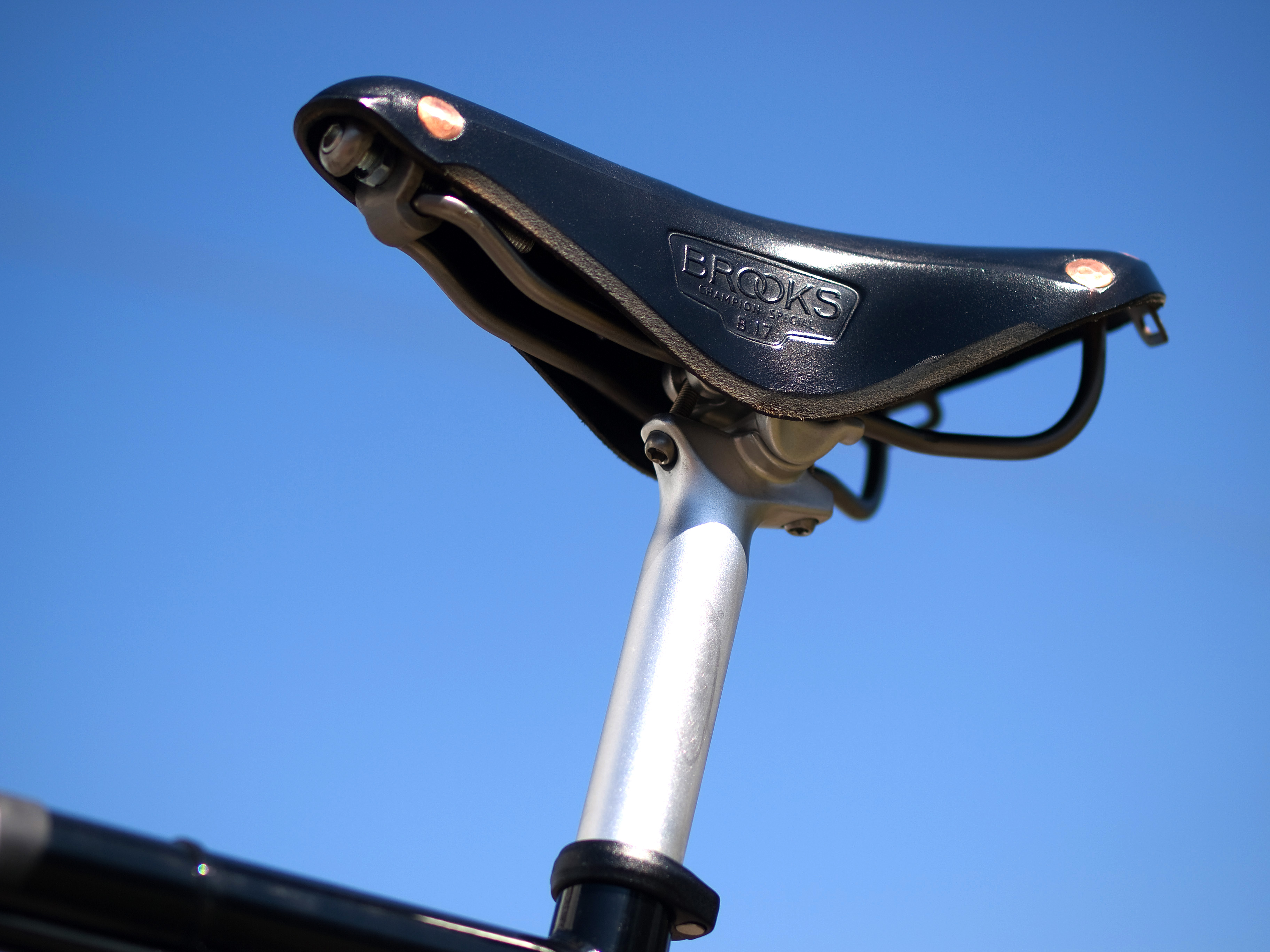
가죽으로 만들어진 브룩스 안장
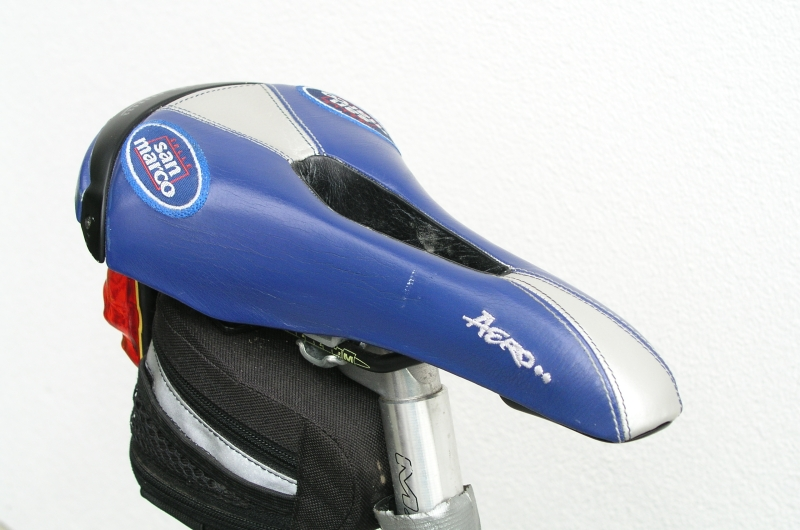
전립샘 보호를 위해 가운데 홈이 파져 있다.
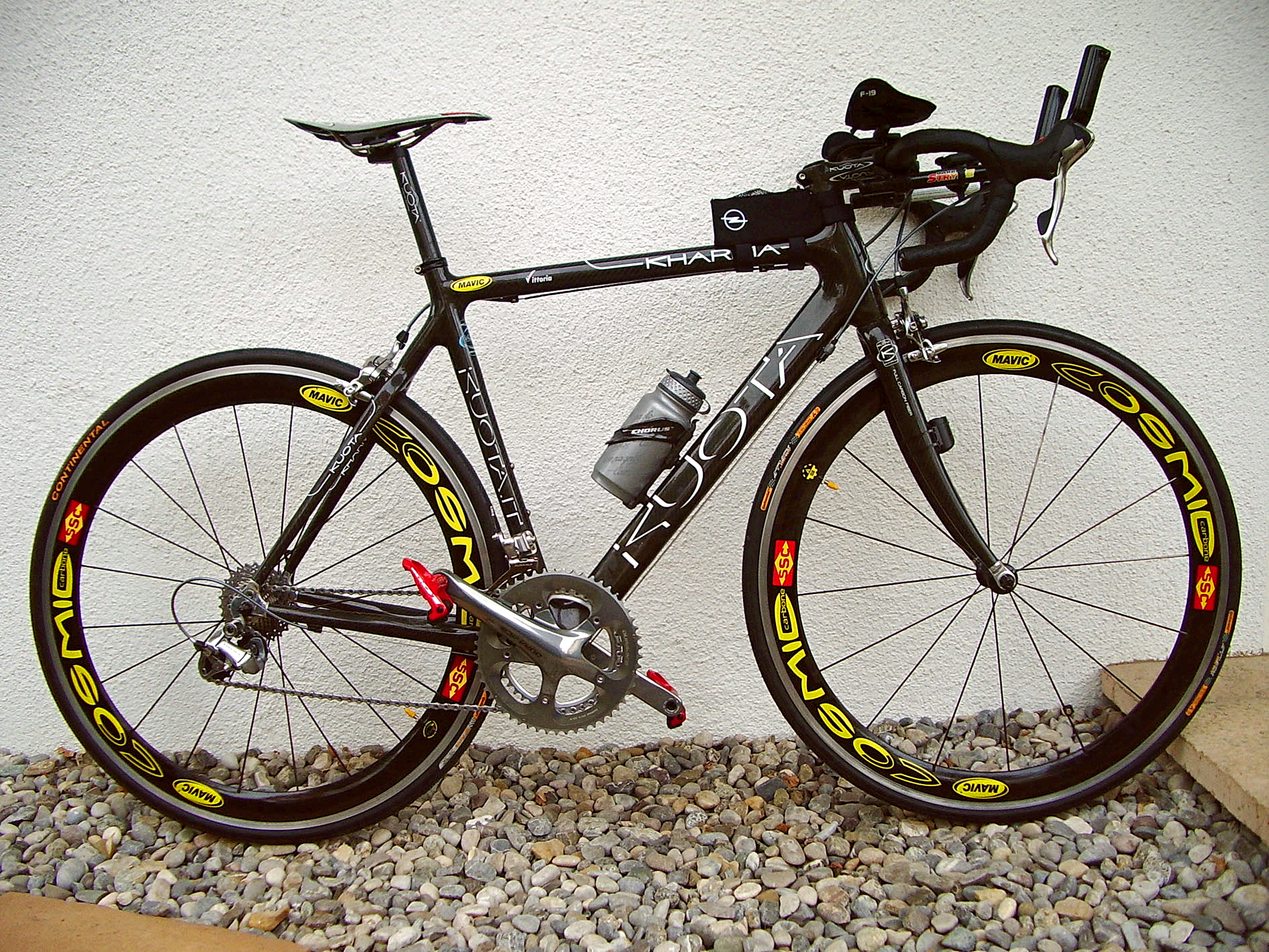
도로자전거 - 빨리 달릴 수 있도록 얇고 가벼운 소재로 만들어져 있다.
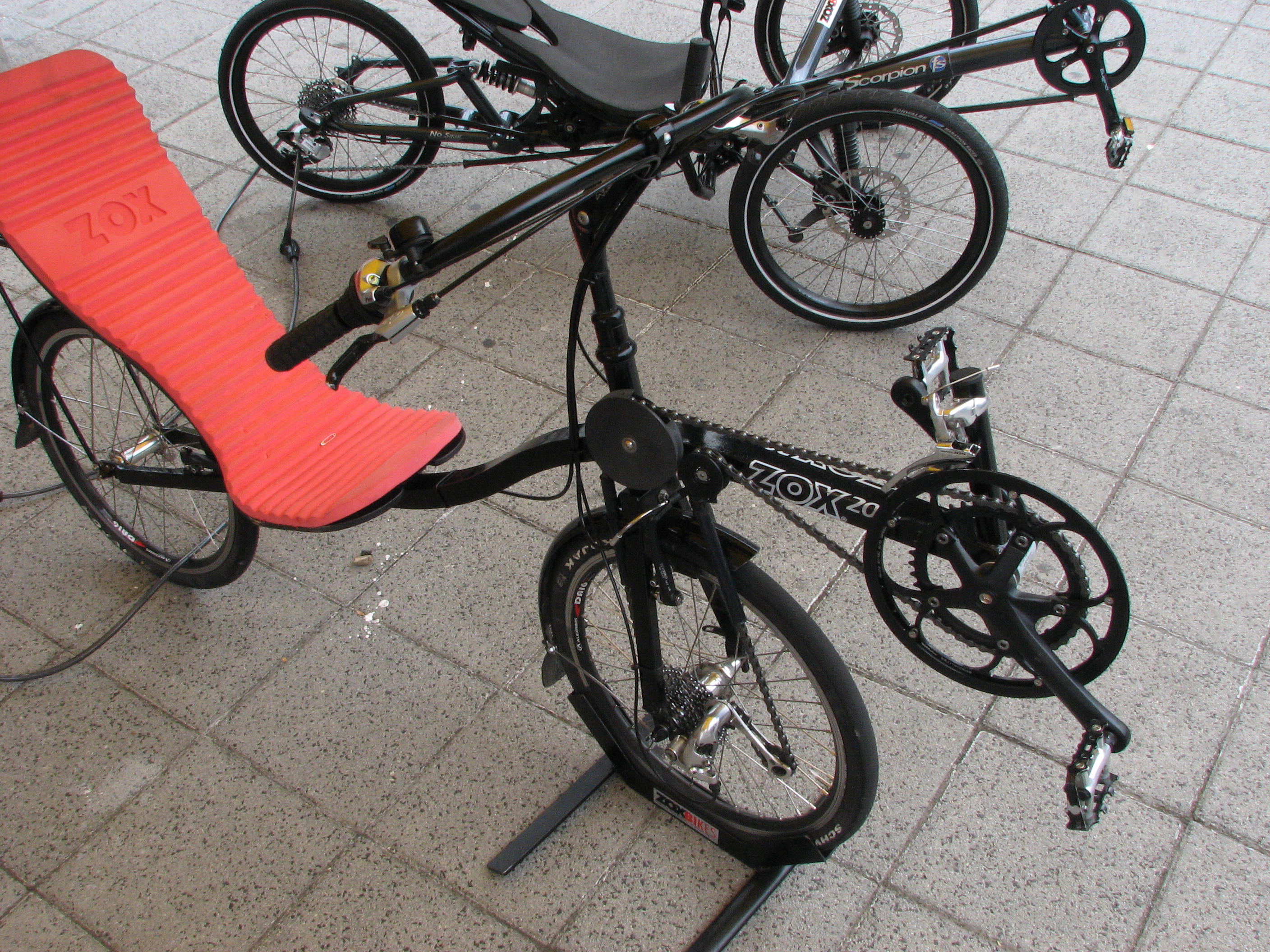
리컴번트용 안장-다른 자전거와 완전히 형태가 다르다.